# Helene Voß
Pour les articles homonymes, voir Voss (homonymie).
Helene Voss, nom de scène d'Auguste Marie Helene Herzog (né le 17 septembre 1856 à Leipzig, mort le 1er novembre 1926 à Wittemberg) est une actrice allemande.

## Biographie
Helene Herzog est la fille du machiniste August Eduard Herzog et de sa femme Henriette Meyer. Son premier mariage est avec un rédacteur nommé Munsterberg. Veuve précoce, elle épouse ensuite le marchand de vin Moritz Bárány en 1896. Son premier engagement permanent vérifiable sous son nom de scène Helene Voss remonte à 1901 avec l'ensemble de tournée du Apollo-Theater de Berlin. Suivent des engagements dans d'autres théâtres de la capitale, tels que le Central-Theater et le Walhalla-Theater , où elle a comme partenaires des collègues bien connus tels qu'Emil Albes et Heinz Schall.
En 1911, les sociétés cinématographiques Deutsche Bioscop GmbH et Messters Projekt GmbH embauchent Helene Voß et lui donnent des rôles principaux dans leurs productions. Au cours de ces premières années, elle s'appelle principalement Lene Voß ou Lene Voss. Il s'agit principalement de courtes comédies et de drames. Dans des films avec les stars danoises comme Asta Nielsen (Die arme Jenny) ou Viggo Larsen (Der Eid des Stephan Huller), elle doit se contenter de seconds rôles. Au fil des ans, ses rôles sont de plus en plus petits, les rôles principaux comme dans des courts métrages réalisés vers 1919 ou dans des productions parallèles bon marché à la In den Krallen der Geier sont plutôt l'exception. Ses films, artistiquement sans ambition et limités au pur divertissement, lui donnent l'opportunité de travailler aux côtés d'acteurs du muet autrefois populaires tels qu'Ernst Lubitsch, Max Landa, Werner Krauß, Bernd Aldor, Reinhold Schünzel, Carl Auen...
En 1926, Helene Voß séjourne aux bains de boue de Pretzsch sur l'Elbe pour une cure de goutte. Alors que sa santé se détériore, elle est emmenée au Paul-Gerhardt-Stift à proximité de Wittenberg, où elle meurt peu de temps après d'une pneumonie.

## Filmographie sélective
- 1911 : Der Sieg des Hosenrocks
- 1911 : Nur einen Helden will sie lieben!
- 1912 : Die arme Jenny
- 1912 : Der Eid des Stephan Huller, erster Teil
- 1912 : Der Dritte
- 1913 : Signes List
- 1913 : Die Landkur
- 1913 : Eine Nacht in Berlin oder Die Löwen sind los
- 1914 : Bedingung - Kein Anhang!
- 1914 : Mademoiselle Piccolo
- 1914 : Maison Fifi
- 1914 : Meschugge ist Trumpf
- 1915 : Das wandernde Glück
- 1915 : Der Hermelinmantel
- 1915 : Zucker und Zimt
- 1915 : Mieze Strempels Werdegang
- 1915 : Der Tag der Vergeltung
- 1915 : Die einsame Frau
- 1915 : Um ein Töpfchen Kaviar
- 1915 : Die Himbeerspeise
- 1915 : Die Testamentsklausel
- 1916 : Wir haben's geschafft
- 1916 : Die Liebesbrücke
- 1916 : Ein goldenes Geschäft
- 1916 : Das Riesenbaby
- 1916 : Nette Pflanzen!
- 1916 : Der Posaunenengel
- 1916 : Zirkusblut
- 1916 : Quand j’étais mort
- 1917 : Die Nottrauung
- 1917 : Der Theaterprinz
- 1917 : Das Luxusbad
- 1917 : Das unruhige Hotel
- 1917 : Der neueste Stern vom Variété
- 1918 : Die Stunde der Vergeltung
- 1918 : Europa postlagernd
- 1918 : Bubi, der Tausendsassa
- 1918 : Das Patschuli-Mäuschen
- 1918 : Der Liftjunge
- 1918 : Die Mausefalle
- 1919 : Das Tor der Freiheit
- 1919 : Das einsame Wrack
- 1919 : Not macht erfinderisch
- 1919 : Onkel Georgs Testament
- 1920 : Eine komische Familie
- 1920 : Ein angenehmes Mädchen
- 1920 : Nur ein Filmstern
- 1920 : Gefolterte Herzen
- 1921 : Die Minderjährige
- 1921 : In den Krallen der Geier
- 1921 : Trick-Track
- 1922 : Frauen, die die Ehe brechen
- 1922 : Die Kartenlegerin
- 1923 : Großstadtfieber
- 1925 : Krieg im Frieden